# Anna Devaux-Raillon
Pour les articles homonymes, voir Devaux.
Anna Henriette Devaux-Raillon (née à Lyon le 28 janvier 1891, où elle est morte le 10 février 1968) est une peintre française.

## Biographie
Élève des Beaux-Arts de Lyon et, à Paris, de François Flameng, épouse (juillet 1914) de Pierre Devaux, on lui doit des portraits, des paysages et des travaux de décoration. 
Elle expose essentiellement dans des galeries particulières de Lyon.

## Œuvres
Liste donnée dans l'ouvrage de René Édouard-Joseph cité en bibliographie.
- Mme Tony Garnier
- Le Sculpteur Pierre Devaux
- M. Louis Clapot
- À une fiancée
- L'Œuvre de Massenet
- Vision de guerre